# Steatococcus gowdeyi
Steatococcus gowdeyi är en insektsart som först beskrevs av Robert Newstead 1920.  Steatococcus gowdeyi ingår i släktet Steatococcus och familjen pärlsköldlöss.
Artens utbredningsområde är Uganda. Inga underarter finns listade i Catalogue of Life.